# 微笑台灣

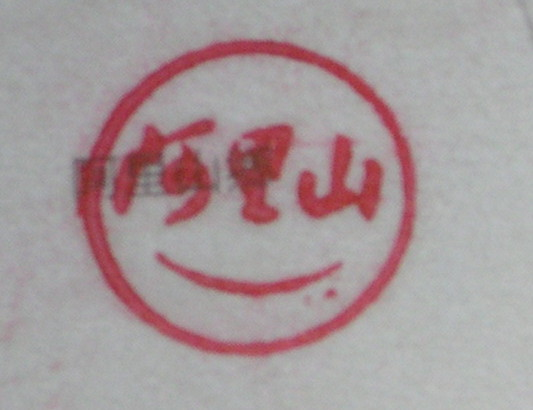
阿里山鄉戳章

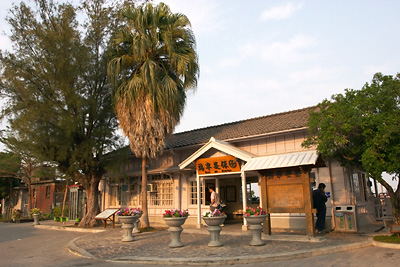
仁德鄉保安車站為著名景點，亦成為蓋章點之一。

微笑台灣，全名「帶著微笑，再訪319鄉」。為台灣《天下雜誌》於2005年－2006年年中主辦，並由交通部觀光局指導、各縣市政府及企業協辦之公益活動。其宗旨在於鼓勵臺灣民眾走入台灣319個縣轄鄉鎮市，並增加台灣觀光休閒產業產值。
此活動由一本免費之「鄉鎮護照」為主軸，參加活動者可至臺灣本島及離島計319個鄉鎮市之7-Eleven及「微笑商店」、旅遊景點蓋紀念戳章。另外每蒐集20個章，即可獲得一次抽獎機會。類似活動已非首次舉辦，2001年天下雜誌即曾舉辦「信心台灣－319鄉向前行」之活動，第一位完成的人是當時就讀台北醫學大學醫學系的徐啟翔，後來反應熱烈陸續有人完成全部的鄉鎮達陣，故本次稱「再訪319鄉」。
微笑台灣活動標誌為一笑臉，參與活動商店門口皆貼有此綠色圓圖 但在海報、護照上更改為黃色。另此標誌由上方英文「Share the Spirit」、中間「微笑台灣」、以及下方代表微笑之弧線構成。印章之造型保留其圓形外觀及弧線。
之後，《天下雜誌》籌辦出版微笑台灣特刊，直到2016年開始，固定出版《微笑季刊》，並將網站全新改版，提供旅行與生活的內容平台，目前為天下雜誌子頻道之一。

## 大事記
天下雜誌2001年發行《319鄉向前行》特刊+100萬冊「鄉鎮護照」帶動百萬人行腳鄉鎮風潮。
2005年發行《微笑台灣》特刊，建立「微笑聯盟」全面介紹每個鄉鎮的符合「友善、乾淨、品味、特色和幸福感」的特色商店，邀請民眾「帶著微笑，再訪319鄉」。
2007年發行《風格台灣》特刊，介紹各地特色產物。
2009年發行《旅行台灣》與百萬張台灣生活意象明信片，推動「把台灣寄出去」，旅行台灣也讓台灣旅行。
2012年-2015年，發行《微笑台灣款款行》縣市系列特刊，深入探訪台灣的慢生活。並推出「微笑台灣雲端護照APP」與「微笑台灣旅行明信片APP」邀請笑友們記錄與分享行腳台灣的作品與故事。
2016年-至今，推出《微笑季刊》發掘台灣限定的美好生活體驗。
2017年-至今，舉辦在地分享會。2018年網站全新改版成為「旅行與生活共創平台」，邀請「用深度旅遊體驗鄉鎮魅力」。

## 活動簡介

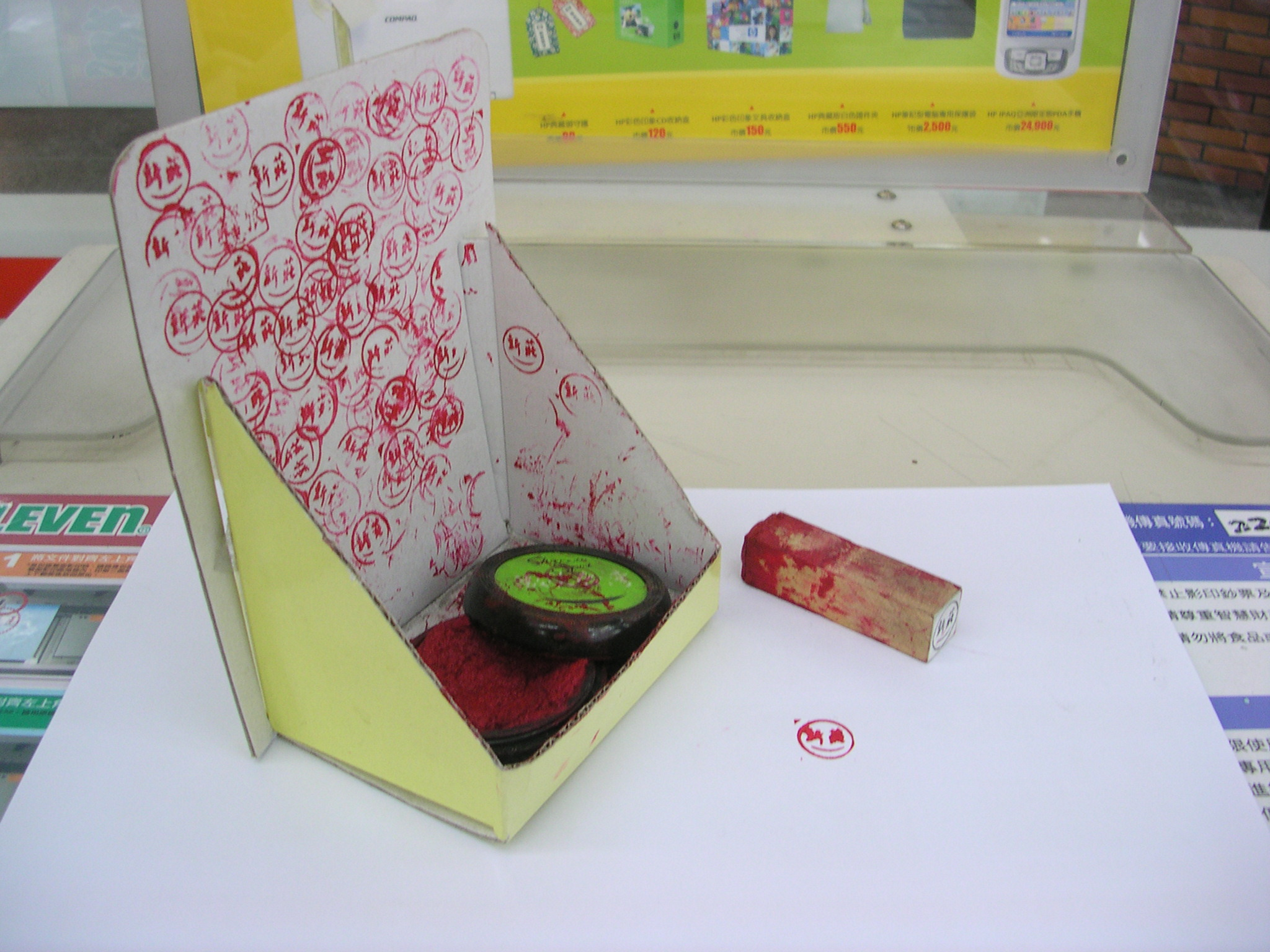
臺北縣新莊市某間7-eleven之紀念章

欲進行此活動，首先必須取得鄉鎮護照。在臺灣各地7-eleven、旅遊中心、微笑商店皆可免費索取。護照首頁有個人資料欄，可填入之後遺失時拾獲者就能有方法連絡。其次就是蓋章。各鄉鎮市區之7-ELEVEN、或護照後所列出之微笑商店皆提供蓋章服務。另外為推廣旅遊，著名之風景旅遊點、旅遊服務中心、高鐵車站、機場、捷運站亦有紀念章。
微笑台灣的活動區域包括中華民國全國319個鄉、鎮、縣轄市。臺北市、高雄市、基隆市、新竹市、臺中市、嘉義市、臺南市也在2007年也加入蓋章行列，並推動微笑商店。活動時期為2007年8月18日－2008年8月31日。

## 鄉鎮護照
微笑鄉鎮護照為一本長15公分、寬10.5公分、厚0.7公分之小冊，紙質為模造紙。由於護照在旅行中不適合水氣及折壓，許多活動參與者多自行包裝書套，書套規格以15公分大小為宜。另外，該護照尚有個人資料、活動說明、各縣地圖、鄉鎮紀念戳章處、蓋章景點等介紹

### 活動方式

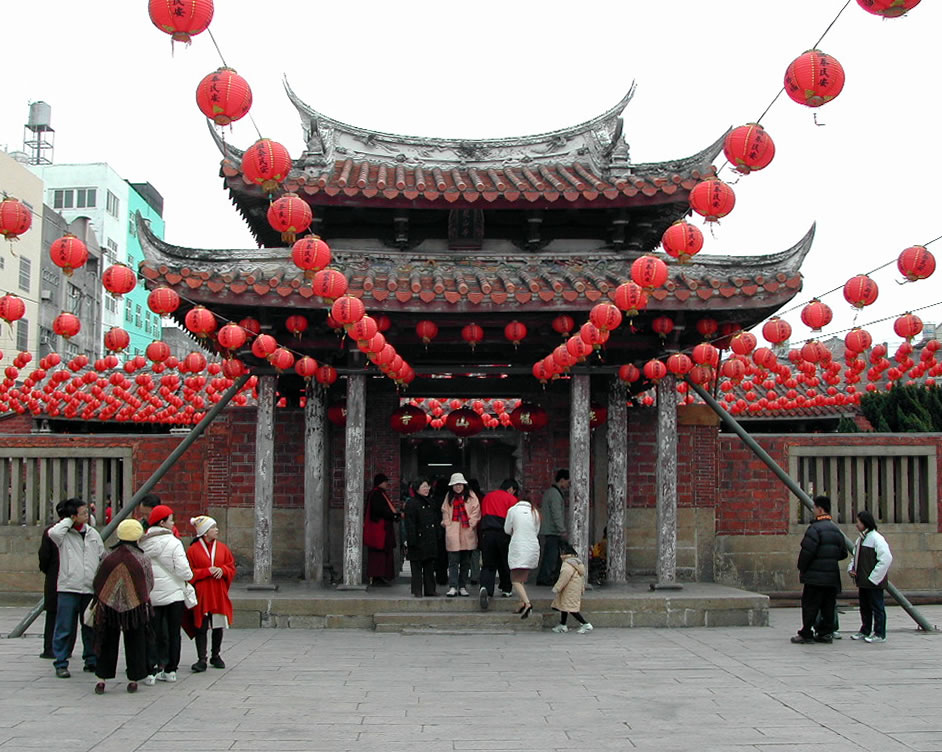
國定古蹟鹿港鎮龍山寺亦為蓋章點。

由於台灣公路交通發達，多數人以騎機車方式抵達各鄉鎮（尤以學生為多數），社會人士則駕駛汽車。而外島多以飛機、船舶甚至直升機為手段前往，但亦有無車族使用鐵路及公車。另臺灣319鄉鎮大多可以大眾運輸到達，但偏遠鄉鎮公車班次稀疏。另外，萬榮鄉、卓溪鄉、霧台鄉（屏東客運雖有屏東經三地門往霧台的公車路線，但幾年前因颱風造成台24線省道坍方後即停駛，至今仍只行駛至三地門鄉公所而沒有進入霧台鄉境內，故霧台鄉目前仍為沒有公車抵達的鄉鎮之一）、春日鄉則無公車可至蓋章點，需要徒步。
常利用船運抵達的鄉鎮有：綠島鄉（海運，以下同）、蘭嶼鄉、琉球鄉、澎湖縣全境、馬祖列島；金門縣往來台灣本島之客船則為不定期，多利用空中交通。但其附屬島嶼烈嶼鄉（小金門）亦使用船運往來金門本島。

### 其他

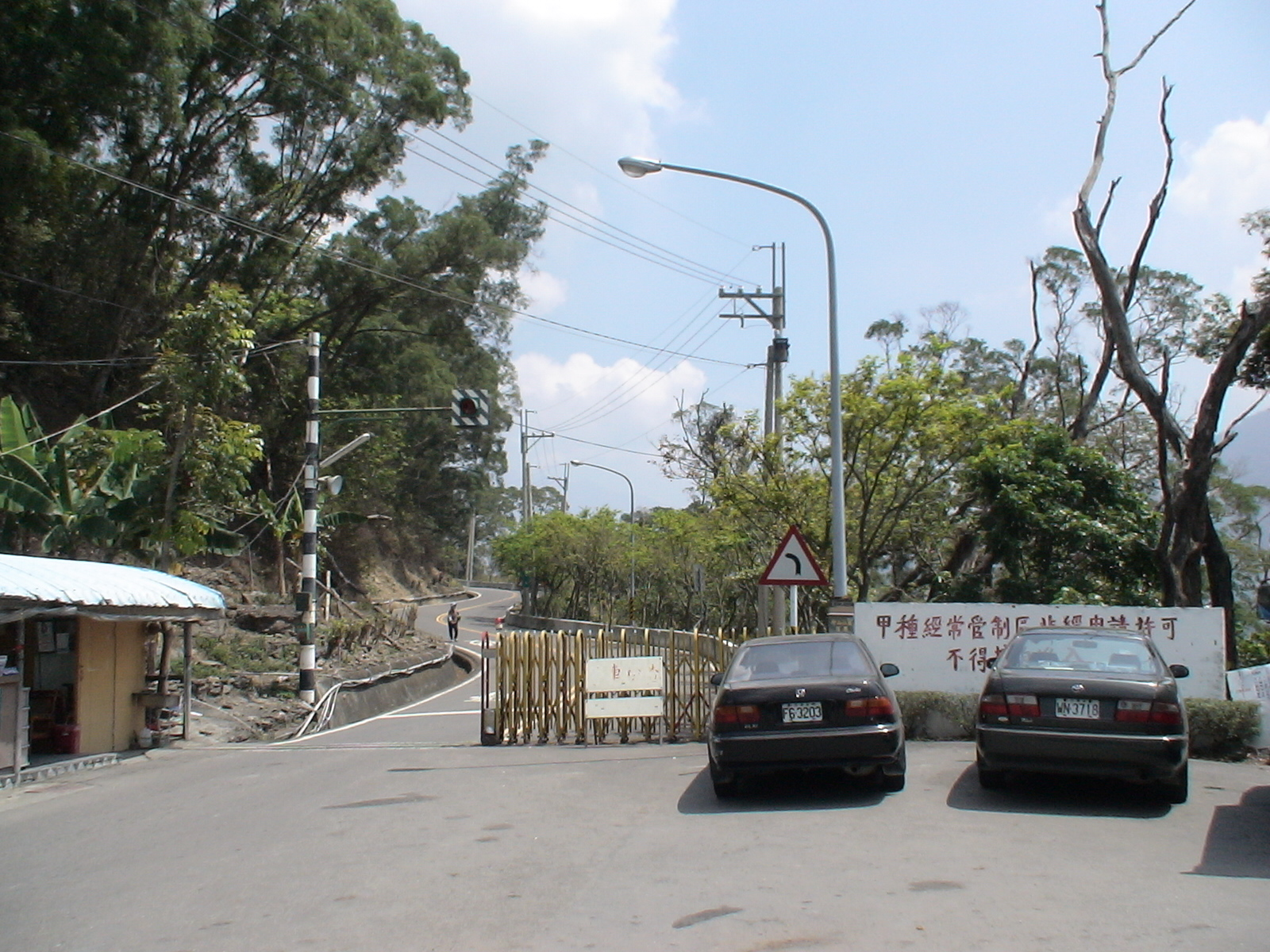
三德檢查哨，需辦理入山證後方可進入霧臺鄉。

蓋章點是活動參與者討論的主軸。許多民眾至網站或相關討論區，彼此暸解交通方式、路況、訪鄉路途等。網路上也有很多心得。除此，活動另有多處特點：

#### 一地兩章
因為天下雜誌作業疏忽，或是商家地址橫跨兩個縣鎮，有時會出現一地兩章的情況：
- 連江縣北竿鄉阿婆魚麵：北竿、莒光
- 屏東縣長治鄉義益書局：長治、屏東
- 花蓮縣萬榮鄉林田山咖啡館：萬榮、鳳林
- 7-eleven南澳門市：南澳、蘇澳（門市位於南澳鄉市街，但行政區的確為蘇澳鎮，此因行政區劃分問題；南澳章為後來補寄。）
- 嘉義縣番路鄉阿里山風景區管理處：番路、阿里山
- 桃園縣大園鄉的7-eleven園山門市，主辦單位先寄了蘆竹之章，後經店家提醒後，補寄大園之章。

#### 戳章及護照之闕誤

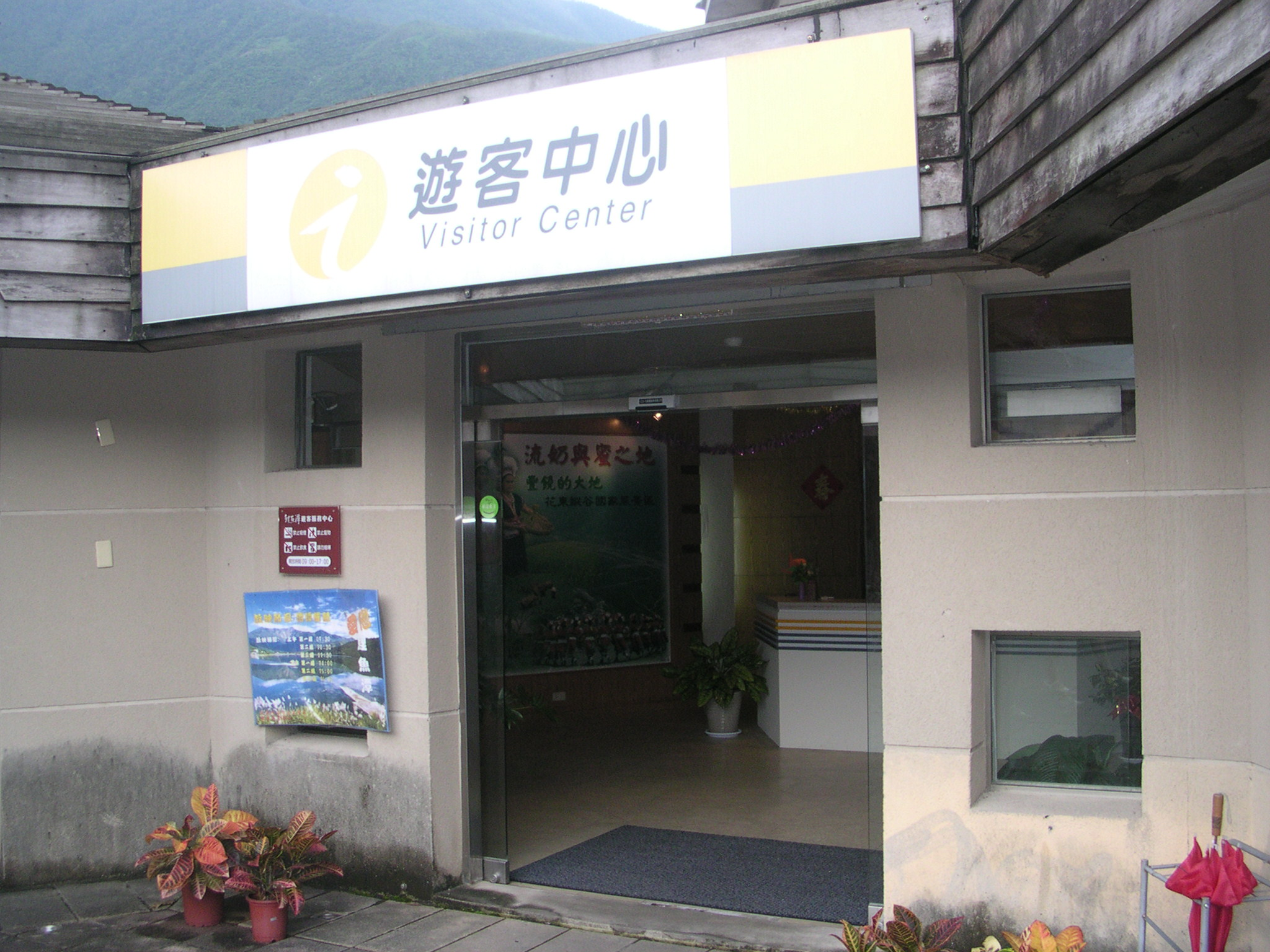
花蓮縣壽豐鄉鯉魚潭遊客中心。門上有活動貼紙。

- 歸仁鄉7-eleven大潭門市，主辦單位誤寄仁德之章。
- 茄萣鄉微笑章刻成「茄定」字樣，「定」乃「萣」之誤。
- 通霄鎮微笑章刻成「通宵」字樣，「宵」乃「霄」之誤。
- 滿州鄉微笑章刻成「滿洲」字樣，「洲」乃「州」之誤。
- 鄉鎮護照之店家資料，誤將新市鄉寫作「新市鎮」。

#### 地點變更
有些蓋章點因原商家歇業或人力不足而改變：
- 五峰鄉天使的家：歇業，印章曾一度放置鄰近「筑苑」，但後因非「微笑聯盟商店」而撤銷。
- 龍崎鄉牛埔泥岩水土保持教學園區：因當地無遊客中心，無人保管印章，紀念戳章曾一度放置在鄰近龍崎工業區之守衛室。後又改至台南市東區水土保持局第四工程所，成為唯一在319鄉鎮以外之蓋章點。最後仍返回龍崎鄉，放置在水土保持教學園區鄰近之果汁攤販。

#### 三不管地帶
有些地區被三個以上鄉鎮市切割，可在同一地附近快速完成數個印章，活動參與者暱稱「三不管地帶」。舉例如下：
- 迴龍：樹林市、新莊市、龜山鄉
- 汶水：獅潭鄉、大湖鄉、泰安鄉
- 水門：三地門鄉、瑪家鄉、內埔鄉

#### 困難
數個鄉鎮之蓋章點被參與者視為困難：
- 五峰鄉：由於較近市區之民宿「天使的家」在活動不久後即歇業，許多參與者改至白蘭部落蓋章。路途自竹東鎮出發後騎機車需時1小時餘。途中經過之路段多因颱風流失，加上坡陡路滑，十分危險。
- 霧臺鄉：連外道路台24線因雨坍方。且為319鄉鎮中，唯一需辦理入山登記證之處。
- 東引鄉：為連江縣（馬祖）一小島，冬季聯外交通仰賴直升機及台馬輪，夏季無直升機而有交通船。天候不佳輒交通中斷。
- 蘭嶼鄉：為台東縣一小島，冬季常因風浪過大而停駛飛機、客船。
- 烏坵鄉：為金門縣代管之軍事管制區，登島需經過申請，由梧棲台中港搭軍艦前往，因此烏坵鄉的印章也只放在金門尚義機場。

## 後續
2006年8月，中華民國行政院院長蘇貞昌應邀參加微笑台灣成果發表會後，指示台灣政府相關單位繼續推動該活動。2007年1月，台灣交通部觀光局將微笑台灣與公務員國民旅遊卡結合，並對台灣行政院所屬每位公務員發放一本「319鄉微笑護照」，除此並推出各項活動。

## 外部連結
- 微笑台灣319鄉-官方網站 （页面存档备份，存于）
- 微笑台灣319向前行-同好討論區
- PTT（ （页面存档备份，存于））Taiwan319看版